# Avremesnil
Avremesnil est une commune française située dans le département de la Seine-Maritime en région Normandie.

## Géographie

### Localisation
La commune est située dans le canton de Luneray au sein du pays de Caux.

### Communes limitrophes
Les communes limitrophes sont  Ambrumesnil, Gueures, Le Bourg-Dun, Longueil, Saint-Denis-d'Aclon et Saint-Pierre-le-Vieux.

### Hydrographie
La commune est située dans le bassin Seine-Normandie. Elle est drainée par la Saâne.
La Saâne, d'une longueur de 40 km, prend sa source dans la commune de Yerville et se jette  dans la Mancheen limite des communes d'Sainte-Marguerite-sur-Mer et de Quiberville-sur-Mer, après avoir traversé 24 communes. 

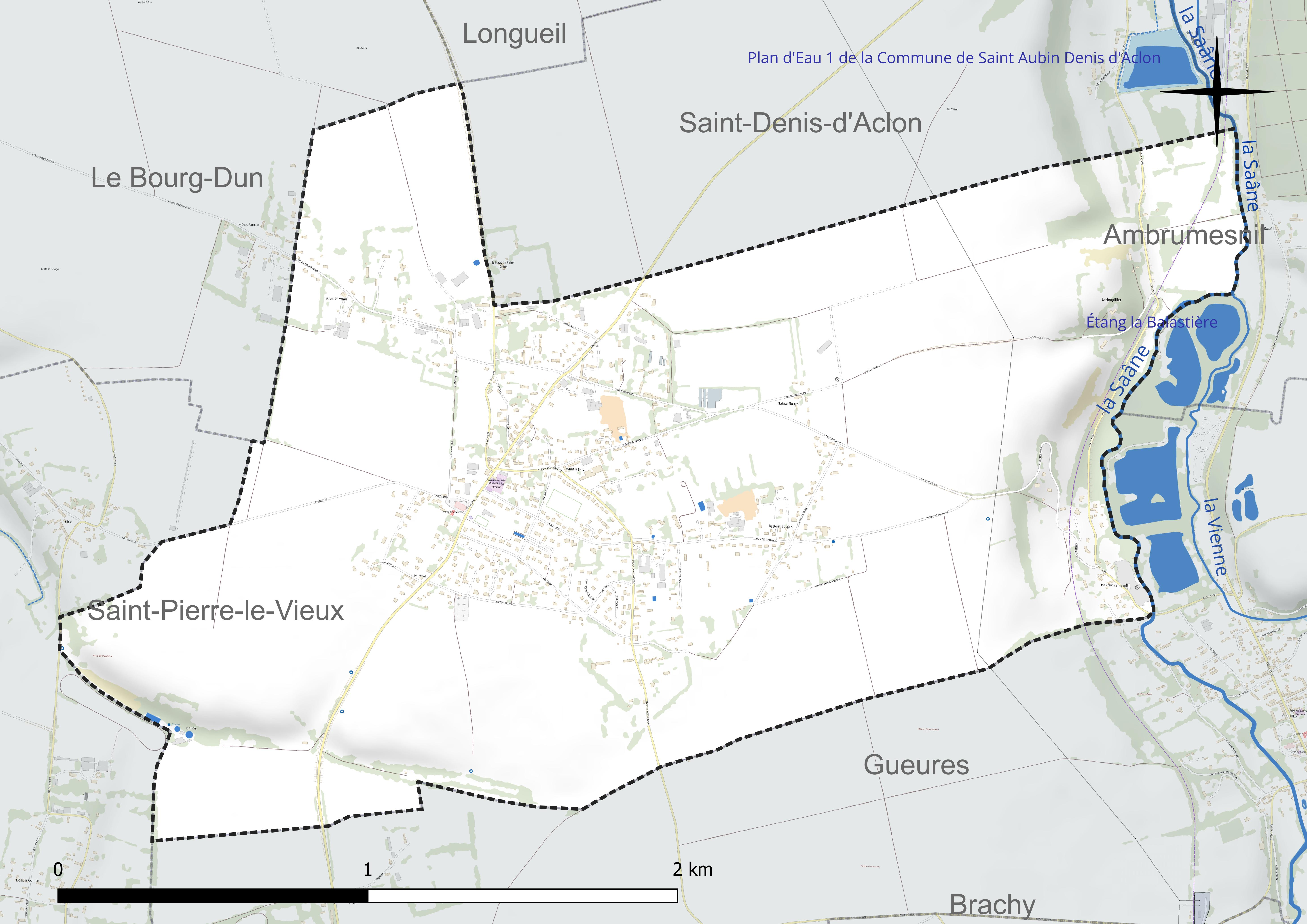
Réseau hydrographique d'Avremesnil.

### Climat
Pour des articles plus généraux, voir Climat de la Normandie et Climat de la Seine-Maritime.
En 2010, le climat de la commune est de type climat océanique franc, selon une étude du CNRS s'appuyant sur une série de données couvrant la période 1971-2000. En 2020, Météo-France publie une typologie des climats de la France métropolitaine dans laquelle la commune est exposée à un climat océanique et est dans la région climatique Côtes de la Manche orientale, caractérisée par un faible ensoleillement (1 550 h/an) ; forte humidité de l’air (plus de 20 h/jour avec humidité relative > 80 % en hiver), vents forts fréquents. Parallèlement le GIEC normand, un groupe régional d’experts sur le climat, différencie quant à lui, dans une étude de 2020, trois grands types de climats pour la région Normandie, nuancés à une échelle plus fine par les facteurs géographiques locaux. La commune est, selon ce zonage, exposée à un « climat maritime », correspondant au Pays de Caux, frais, humide et pluvieux, légèrement plus frais que dans le Cotentin.
Pour la période 1971-2000, la température annuelle moyenne est de 10,6 °C, avec une amplitude thermique annuelle de 13 °C. Le cumul annuel moyen de précipitations est de 897 mm, avec 13,1 jours de précipitations en janvier et 8,8 jours en juillet. Pour la période 1991-2020, la température moyenne annuelle observée sur la station météorologique la plus proche, située sur la commune de Dieppe à 14 km à vol d'oiseau, est de 11,3 °C et le cumul annuel moyen de précipitations est de 805,2 mm,. Pour l'avenir, les paramètres climatiques de la commune estimés pour 2050 selon différents scénarios d'émission de gaz à effet de serre sont consultables sur un site dédié publié par Météo-France en novembre 2022.

## Urbanisme

### Typologie
Au 1er janvier 2024, Avremesnil est catégorisée bourg rural, selon la nouvelle grille communale de densité à sept niveaux définie par l'Insee en 2022.
Elle est située hors unité urbaine. Par ailleurs la commune fait partie de l'aire d'attraction de Dieppe, dont elle est une commune de la couronne,. Cette aire, qui regroupe 62 communes, est catégorisée dans les aires de 50 000 à moins de 200 000 habitants,.

### Occupation des sols

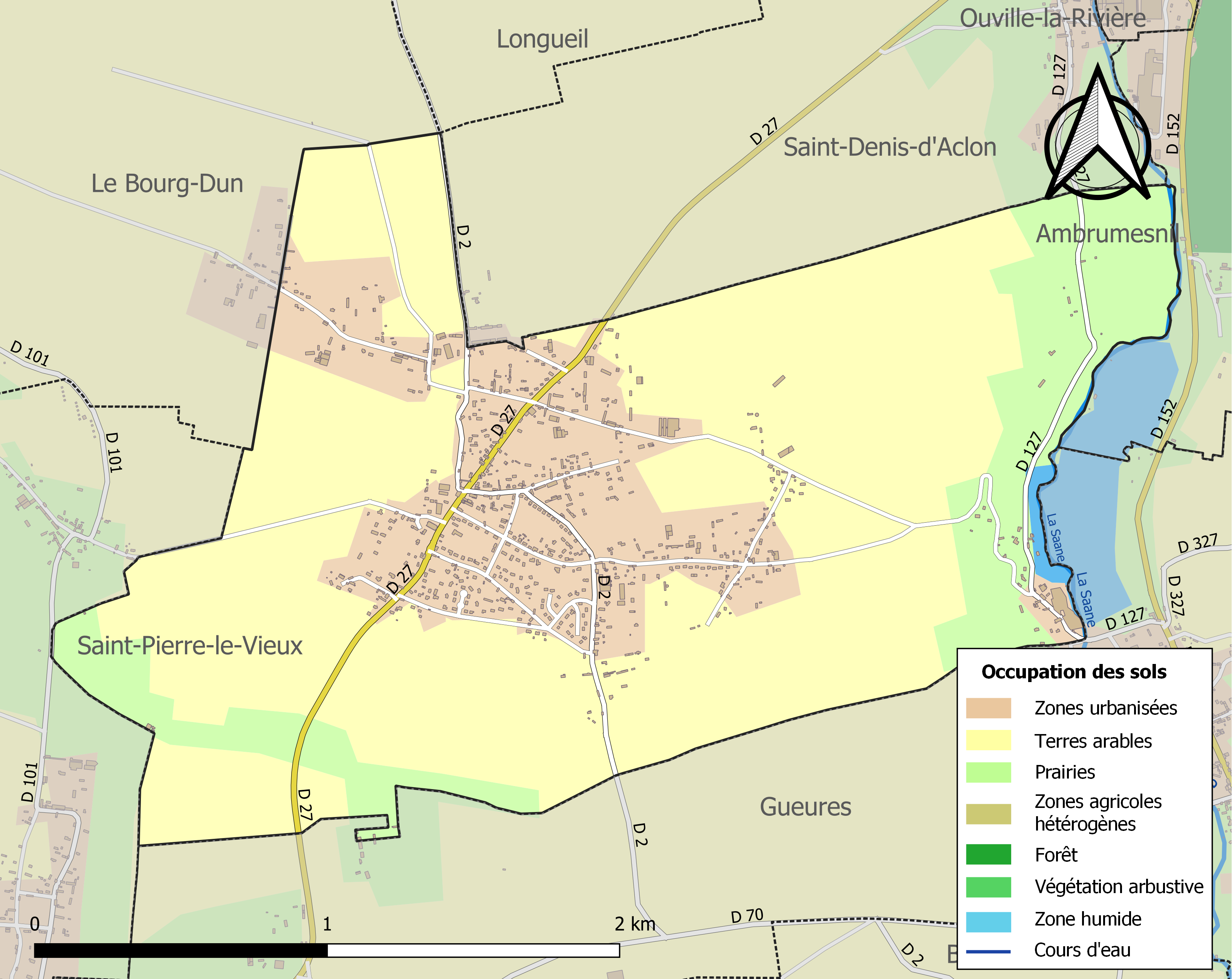
Carte des infrastructures et de l'occupation des sols de la commune en 2018 (CLC).

L'occupation des sols de la commune, telle qu'elle ressort de la base de données européenne d’occupation biophysique des sols Corine Land Cover (CLC), est marquée par l'importance des territoires agricoles (77,8 % en 2018), en diminution par rapport à 1990 (92,3 %). La répartition détaillée en 2018 est la suivante : 
terres arables (62,8 %), zones urbanisées (21,7 %), prairies (15 %), eaux continentales (0,6 %). L'évolution de l’occupation des sols de la commune et de ses infrastructures peut être observée sur les différentes représentations cartographiques du territoire : la carte de Cassini (XVIIIe siècle), la carte d'état-major (1820-1866) et les cartes ou photos aériennes de l'IGN pour la période actuelle (1950 à aujourd'hui).

## Toponymie
Le nom de la localité est attesté sous les formes Evrart maisnil vers 1040 et 1066, Avremesnil en Caux vers 1600[réf. nécessaire], Avremenil en 1793, Avremesnil en 1801.

## Histoire
- Berceau de la famille de Pardieu, seigneurs d'Avremesnil (de Pardieu) de Normandie et de Lorraine. Marie Louise de Pardieu de Maucomble a épousé en 1714 Eustache, comte d'Osmond.

Les premières constructions de l'église remontent sans doute à une époque plus ancienne, mais ce n'est qu'au XIe siècle qu'on trouve mention de la paroisse. Réputée de fondation épiscopale comme dans tout le diocèse, la paroisse d'Avremesnil fait partie de l'ancien doyenné de Brachy. Objet au XIVe siècle de multiples procès opposant l'archevêque de Rouen aux seigneurs du lieu pour l'exercice des droits, elle sera partagée entre eux au XVe siècle.

## Politique et administration
| Période                                  | Période                       | Identité             | Étiquette | Qualité |
| ---------------------------------------- | ----------------------------- | -------------------- | --------- | ------- |
| Les données manquantes sont à compléter. |                               |                      |           |         |
| 1839                                     |                               | M. Martin            |           |         |
| avant 1875                               |                               | Nicolas Capron       |           |         |
| 1899                                     |                               | Jules Leroux         |           |         |
| Les données manquantes sont à compléter. |                               |                      |           |         |
| 1992                                     | mars 2008                     | Alain Ridel          |           |         |
| mars 2008                                | 2020                          | Jean-Michel Déparois |           |         |
| juillet 2020                             | En cours (au 17 janvier 2022) | Joseph Maussion      |           |         |

## Démographie
L'évolution du nombre d'habitants est connue à travers les recensements de la population effectués dans la commune depuis 1793. Pour les communes de moins de 10 000 habitants, une enquête de recensement portant sur toute la population est réalisée tous les cinq ans, les populations de référence des années intermédiaires étant quant à elles estimées par interpolation ou extrapolation. Pour la commune, le premier recensement exhaustif entrant dans le cadre du nouveau dispositif a été réalisé en 2005.

En 2022, la commune comptait 1 000 habitants, en évolution de −1,77 % par rapport à 2016 (Seine-Maritime : +0,35 %, France hors Mayotte : +2,11 %).
| 1793  | 1800  | 1806  | 1821  | 1831  | 1836  | 1841  | 1846  | 1851  |
| ----- | ----- | ----- | ----- | ----- | ----- | ----- | ----- | ----- |
| 1 325 | 1 300 | 1 302 | 1 478 | 1 324 | 1 272 | 1 214 | 1 273 | 1 305 |

| 1856  | 1861  | 1866  | 1872  | 1876  | 1881 | 1886  | 1891  | 1896  |
| ----- | ----- | ----- | ----- | ----- | ---- | ----- | ----- | ----- |
| 1 200 | 1 218 | 1 176 | 1 076 | 1 090 | 953  | 1 015 | 1 042 | 1 032 |

| 1901  | 1906  | 1911  | 1921 | 1926 | 1931 | 1936 | 1946 | 1954 |
| ----- | ----- | ----- | ---- | ---- | ---- | ---- | ---- | ---- |
| 1 034 | 1 052 | 1 011 | 813  | 831  | 806  | 750  | 790  | 847  |

| 1962 | 1968 | 1975 | 1982 | 1990 | 1999 | 2005 | 2006 | 2010 |
| ---- | ---- | ---- | ---- | ---- | ---- | ---- | ---- | ---- |
| 896  | 798  | 839  | 832  | 878  | 873  | 909  | 917  | 963  |

| 2015  | 2020  | 2022  | - | - | - | - | - | - |
| ----- | ----- | ----- | - | - | - | - | - | - |
| 1 024 | 1 008 | 1 000 | - | - | - | - | - | - |

Un relevé du rôle de la taille a lieu en 1698.

## Culture locale et patrimoine

### Lieux et monuments

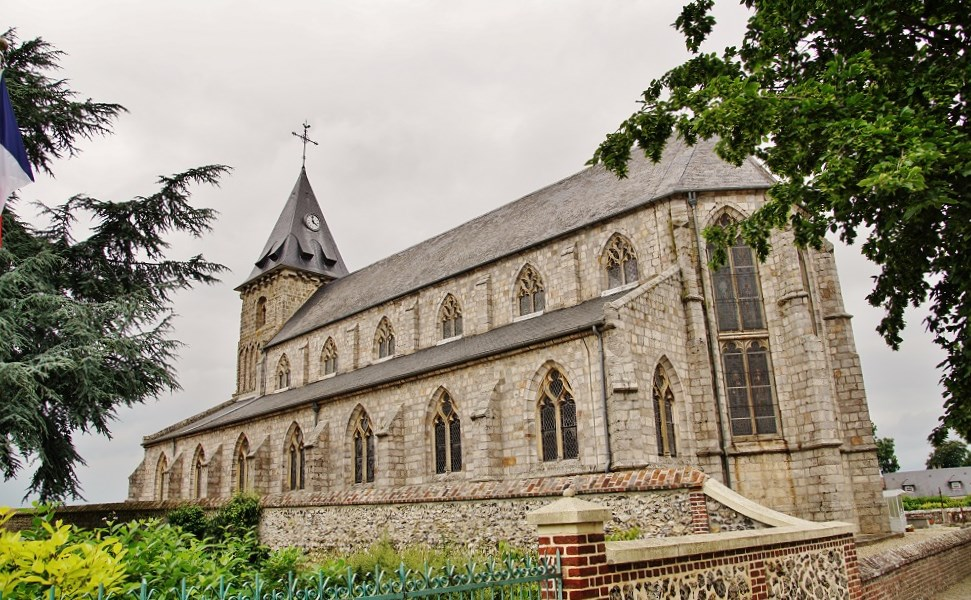
L'église paroissiale Saint-Aubin.

- Église Saint-Aubin (clocher du XVe siècle). Église relevée en 1508 sur fondations médiévales est incendiée par la foudre en 1864 et reconstruite en 1866 dans le style du XVIe siècle. Placée à son entrée et flanquée d une mince tourelle d accès, le clocher roman donne à la tour un aspect de donjon. Il est orné de corbeaux aux têtes grimaçantes à son sommet, de cintres croisés de style ogival.

Le portail du XVIIe siècle non détruit lors de l'incendie de 1864, placé à l'origine de l'autre côté de l'église, est déplacé pour être situé à son entrée sous le clocher.
La cloche bénie en 1868 et nommée Marguerite Hortense. Elle pèse 1 500 kg et donne le ré. Les fondeurs sont originaires de Gueuteville, Cartenet père et fils.
- Pavillon Saffray des XVIe – XVIIe siècles en grès et brique rose. La façade de ce bâtiment flanqué de deux tourelles, autrefois appelé Le Pavillon est modifiée au XVIIe siècle. Avec le colombier et les communs, cet édifice reste à Avremesnil le seul témoin de l'architecture de l'époque d'Henri IV. Il constitue la dépendance d'un château aujourd'hui détruit qui fut occupé par les Pardieu, acquéreurs de la seigneurie en 1668. En 1787 le Pavillon abrite une demoiselle Dumont de Bostaquet qui en a hérité de sa mère.
- Manoir au nord-est, bâtie par la famille de Pardieu[22].

### Héraldique
| Armes d'Avremesnil | Les armes de la commune d'Avremesnil se blasonnent ainsi : D'argent à la fasce accompagnée en chef de deux merlettes et en pointe d’un lion, le tout de gueules, au chef palé d’or et d’azur. |

(le lion en bas rappelle ici le blason de la famille de Pardieu.)